# Florența Crăciunescu
Florența Crăciunescu (z domu Ionescu, z pierwszego małżeństwa Țacu, ur. 7 maja 1955 w Krajowej, zm. 8 czerwca 2008) – rumuńska lekkoatletka, specjalizująca się w rzucie dyskiem oraz pchnięciu kulą, dwukrotna uczestniczka letnich igrzysk olimpijskich (Moskwa (1980), Los Angeles (1984)), brązowa medalistka olimpijska z Los Angeles w rzucie dyskiem.
Siostra lekkoatletki Carmen Ionesco, dwukrotnej olimpijki (1972, 1984), również dyskobolki oraz kulomiotki.

## Sukcesy sportowe
- sześciokrotna mistrzyni Rumunii w rzucie dyskiem – 1980, 1981, 1982, 1983, 1984, 1985[3]

| Rok  | Miasto      | Zawody               | Konkurencja                 | Wynik                    | Źródło |
| ---- | ----------- | -------------------- | --------------------------- | ------------------------ | ------ |
| 1979 | Meksyk      | Uniwersjada          | rzut dyskiem                | brązowy medal            | [ 4 ]  |
| 1980 | Moskwa      | Igrzyska olimpijskie | rzut dyskiem                | 6. miejsce               | [ 1 ]  |
| 1981 | Bukareszt   | Uniwersjada          | rzut dyskiem                | złoty medal              | [ 4 ]  |
| 1982 | Ateny       | Mistrzostwa Europy   | rzut dyskiem                | 7. miejsce               | [ 5 ]  |
| 1983 | Edmonton    | Uniwersjada          | rzut dyskiem                | złoty medal              | [ 4 ]  |
| 1983 | Helsinki    | Mistrzostwa świata   | rzut dyskiem                | 9. miejsce               | [ 6 ]  |
| 1984 | Los Angeles | Igrzyska olimpijskie | rzut dyskiem pchnięcie kulą | brązowy medal 8. miejsce | [ 1 ]  |

## Rekordy życiowe
- pchnięcie kulą – 17,23 – Los Angeles 03/08/1984
- rzut dyskiem – 69,50 – Stara Zagora 02/08/1985